# Escac doble
|   | a                                                                       | b                                                                       | c                                                                       | d                                                                       | e                                                                       | f                                                                       | g                                                                       | h                                                                       |   |
| 8 | g8 negres rei · g4 blanques alfil · g2 blanques torre · g1 blanques rei | g8 negres rei · g4 blanques alfil · g2 blanques torre · g1 blanques rei | g8 negres rei · g4 blanques alfil · g2 blanques torre · g1 blanques rei | g8 negres rei · g4 blanques alfil · g2 blanques torre · g1 blanques rei | g8 negres rei · g4 blanques alfil · g2 blanques torre · g1 blanques rei | g8 negres rei · g4 blanques alfil · g2 blanques torre · g1 blanques rei | g8 negres rei · g4 blanques alfil · g2 blanques torre · g1 blanques rei | g8 negres rei · g4 blanques alfil · g2 blanques torre · g1 blanques rei | 8 |
| 7 | g8 negres rei · g4 blanques alfil · g2 blanques torre · g1 blanques rei | g8 negres rei · g4 blanques alfil · g2 blanques torre · g1 blanques rei | g8 negres rei · g4 blanques alfil · g2 blanques torre · g1 blanques rei | g8 negres rei · g4 blanques alfil · g2 blanques torre · g1 blanques rei | g8 negres rei · g4 blanques alfil · g2 blanques torre · g1 blanques rei | g8 negres rei · g4 blanques alfil · g2 blanques torre · g1 blanques rei | g8 negres rei · g4 blanques alfil · g2 blanques torre · g1 blanques rei | g8 negres rei · g4 blanques alfil · g2 blanques torre · g1 blanques rei | 7 |
| 6 | g8 negres rei · g4 blanques alfil · g2 blanques torre · g1 blanques rei | g8 negres rei · g4 blanques alfil · g2 blanques torre · g1 blanques rei | g8 negres rei · g4 blanques alfil · g2 blanques torre · g1 blanques rei | g8 negres rei · g4 blanques alfil · g2 blanques torre · g1 blanques rei | g8 negres rei · g4 blanques alfil · g2 blanques torre · g1 blanques rei | g8 negres rei · g4 blanques alfil · g2 blanques torre · g1 blanques rei | g8 negres rei · g4 blanques alfil · g2 blanques torre · g1 blanques rei | g8 negres rei · g4 blanques alfil · g2 blanques torre · g1 blanques rei | 6 |
| 5 | g8 negres rei · g4 blanques alfil · g2 blanques torre · g1 blanques rei | g8 negres rei · g4 blanques alfil · g2 blanques torre · g1 blanques rei | g8 negres rei · g4 blanques alfil · g2 blanques torre · g1 blanques rei | g8 negres rei · g4 blanques alfil · g2 blanques torre · g1 blanques rei | g8 negres rei · g4 blanques alfil · g2 blanques torre · g1 blanques rei | g8 negres rei · g4 blanques alfil · g2 blanques torre · g1 blanques rei | g8 negres rei · g4 blanques alfil · g2 blanques torre · g1 blanques rei | g8 negres rei · g4 blanques alfil · g2 blanques torre · g1 blanques rei | 5 |
| 4 | g8 negres rei · g4 blanques alfil · g2 blanques torre · g1 blanques rei | g8 negres rei · g4 blanques alfil · g2 blanques torre · g1 blanques rei | g8 negres rei · g4 blanques alfil · g2 blanques torre · g1 blanques rei | g8 negres rei · g4 blanques alfil · g2 blanques torre · g1 blanques rei | g8 negres rei · g4 blanques alfil · g2 blanques torre · g1 blanques rei | g8 negres rei · g4 blanques alfil · g2 blanques torre · g1 blanques rei | g8 negres rei · g4 blanques alfil · g2 blanques torre · g1 blanques rei | g8 negres rei · g4 blanques alfil · g2 blanques torre · g1 blanques rei | 4 |
| 3 | g8 negres rei · g4 blanques alfil · g2 blanques torre · g1 blanques rei | g8 negres rei · g4 blanques alfil · g2 blanques torre · g1 blanques rei | g8 negres rei · g4 blanques alfil · g2 blanques torre · g1 blanques rei | g8 negres rei · g4 blanques alfil · g2 blanques torre · g1 blanques rei | g8 negres rei · g4 blanques alfil · g2 blanques torre · g1 blanques rei | g8 negres rei · g4 blanques alfil · g2 blanques torre · g1 blanques rei | g8 negres rei · g4 blanques alfil · g2 blanques torre · g1 blanques rei | g8 negres rei · g4 blanques alfil · g2 blanques torre · g1 blanques rei | 3 |
| 2 | g8 negres rei · g4 blanques alfil · g2 blanques torre · g1 blanques rei | g8 negres rei · g4 blanques alfil · g2 blanques torre · g1 blanques rei | g8 negres rei · g4 blanques alfil · g2 blanques torre · g1 blanques rei | g8 negres rei · g4 blanques alfil · g2 blanques torre · g1 blanques rei | g8 negres rei · g4 blanques alfil · g2 blanques torre · g1 blanques rei | g8 negres rei · g4 blanques alfil · g2 blanques torre · g1 blanques rei | g8 negres rei · g4 blanques alfil · g2 blanques torre · g1 blanques rei | g8 negres rei · g4 blanques alfil · g2 blanques torre · g1 blanques rei | 2 |
| 1 | g8 negres rei · g4 blanques alfil · g2 blanques torre · g1 blanques rei | g8 negres rei · g4 blanques alfil · g2 blanques torre · g1 blanques rei | g8 negres rei · g4 blanques alfil · g2 blanques torre · g1 blanques rei | g8 negres rei · g4 blanques alfil · g2 blanques torre · g1 blanques rei | g8 negres rei · g4 blanques alfil · g2 blanques torre · g1 blanques rei | g8 negres rei · g4 blanques alfil · g2 blanques torre · g1 blanques rei | g8 negres rei · g4 blanques alfil · g2 blanques torre · g1 blanques rei | g8 negres rei · g4 blanques alfil · g2 blanques torre · g1 blanques rei | 1 |
|   | a                                                                       | b                                                                       | c                                                                       | d                                                                       | e                                                                       | f                                                                       | g                                                                       | h                                                                       |   |

|   | a | b | c | d | e | f | g | h |   |
| 8 | h6 negres rei · g5 negres peó · h5 blanques peó · f4 blanques alfil · h4 blanques torre · h1 blanques rei | h6 negres rei · g5 negres peó · h5 blanques peó · f4 blanques alfil · h4 blanques torre · h1 blanques rei | h6 negres rei · g5 negres peó · h5 blanques peó · f4 blanques alfil · h4 blanques torre · h1 blanques rei | h6 negres rei · g5 negres peó · h5 blanques peó · f4 blanques alfil · h4 blanques torre · h1 blanques rei | h6 negres rei · g5 negres peó · h5 blanques peó · f4 blanques alfil · h4 blanques torre · h1 blanques rei | h6 negres rei · g5 negres peó · h5 blanques peó · f4 blanques alfil · h4 blanques torre · h1 blanques rei | h6 negres rei · g5 negres peó · h5 blanques peó · f4 blanques alfil · h4 blanques torre · h1 blanques rei | h6 negres rei · g5 negres peó · h5 blanques peó · f4 blanques alfil · h4 blanques torre · h1 blanques rei | 8 |
| 7 | h6 negres rei · g5 negres peó · h5 blanques peó · f4 blanques alfil · h4 blanques torre · h1 blanques rei | h6 negres rei · g5 negres peó · h5 blanques peó · f4 blanques alfil · h4 blanques torre · h1 blanques rei | h6 negres rei · g5 negres peó · h5 blanques peó · f4 blanques alfil · h4 blanques torre · h1 blanques rei | h6 negres rei · g5 negres peó · h5 blanques peó · f4 blanques alfil · h4 blanques torre · h1 blanques rei | h6 negres rei · g5 negres peó · h5 blanques peó · f4 blanques alfil · h4 blanques torre · h1 blanques rei | h6 negres rei · g5 negres peó · h5 blanques peó · f4 blanques alfil · h4 blanques torre · h1 blanques rei | h6 negres rei · g5 negres peó · h5 blanques peó · f4 blanques alfil · h4 blanques torre · h1 blanques rei | h6 negres rei · g5 negres peó · h5 blanques peó · f4 blanques alfil · h4 blanques torre · h1 blanques rei | 7 |
| 6 | h6 negres rei · g5 negres peó · h5 blanques peó · f4 blanques alfil · h4 blanques torre · h1 blanques rei | h6 negres rei · g5 negres peó · h5 blanques peó · f4 blanques alfil · h4 blanques torre · h1 blanques rei | h6 negres rei · g5 negres peó · h5 blanques peó · f4 blanques alfil · h4 blanques torre · h1 blanques rei | h6 negres rei · g5 negres peó · h5 blanques peó · f4 blanques alfil · h4 blanques torre · h1 blanques rei | h6 negres rei · g5 negres peó · h5 blanques peó · f4 blanques alfil · h4 blanques torre · h1 blanques rei | h6 negres rei · g5 negres peó · h5 blanques peó · f4 blanques alfil · h4 blanques torre · h1 blanques rei | h6 negres rei · g5 negres peó · h5 blanques peó · f4 blanques alfil · h4 blanques torre · h1 blanques rei | h6 negres rei · g5 negres peó · h5 blanques peó · f4 blanques alfil · h4 blanques torre · h1 blanques rei | 6 |
| 5 | h6 negres rei · g5 negres peó · h5 blanques peó · f4 blanques alfil · h4 blanques torre · h1 blanques rei | h6 negres rei · g5 negres peó · h5 blanques peó · f4 blanques alfil · h4 blanques torre · h1 blanques rei | h6 negres rei · g5 negres peó · h5 blanques peó · f4 blanques alfil · h4 blanques torre · h1 blanques rei | h6 negres rei · g5 negres peó · h5 blanques peó · f4 blanques alfil · h4 blanques torre · h1 blanques rei | h6 negres rei · g5 negres peó · h5 blanques peó · f4 blanques alfil · h4 blanques torre · h1 blanques rei | h6 negres rei · g5 negres peó · h5 blanques peó · f4 blanques alfil · h4 blanques torre · h1 blanques rei | h6 negres rei · g5 negres peó · h5 blanques peó · f4 blanques alfil · h4 blanques torre · h1 blanques rei | h6 negres rei · g5 negres peó · h5 blanques peó · f4 blanques alfil · h4 blanques torre · h1 blanques rei | 5 |
| 4 | h6 negres rei · g5 negres peó · h5 blanques peó · f4 blanques alfil · h4 blanques torre · h1 blanques rei | h6 negres rei · g5 negres peó · h5 blanques peó · f4 blanques alfil · h4 blanques torre · h1 blanques rei | h6 negres rei · g5 negres peó · h5 blanques peó · f4 blanques alfil · h4 blanques torre · h1 blanques rei | h6 negres rei · g5 negres peó · h5 blanques peó · f4 blanques alfil · h4 blanques torre · h1 blanques rei | h6 negres rei · g5 negres peó · h5 blanques peó · f4 blanques alfil · h4 blanques torre · h1 blanques rei | h6 negres rei · g5 negres peó · h5 blanques peó · f4 blanques alfil · h4 blanques torre · h1 blanques rei | h6 negres rei · g5 negres peó · h5 blanques peó · f4 blanques alfil · h4 blanques torre · h1 blanques rei | h6 negres rei · g5 negres peó · h5 blanques peó · f4 blanques alfil · h4 blanques torre · h1 blanques rei | 4 |
| 3 | h6 negres rei · g5 negres peó · h5 blanques peó · f4 blanques alfil · h4 blanques torre · h1 blanques rei | h6 negres rei · g5 negres peó · h5 blanques peó · f4 blanques alfil · h4 blanques torre · h1 blanques rei | h6 negres rei · g5 negres peó · h5 blanques peó · f4 blanques alfil · h4 blanques torre · h1 blanques rei | h6 negres rei · g5 negres peó · h5 blanques peó · f4 blanques alfil · h4 blanques torre · h1 blanques rei | h6 negres rei · g5 negres peó · h5 blanques peó · f4 blanques alfil · h4 blanques torre · h1 blanques rei | h6 negres rei · g5 negres peó · h5 blanques peó · f4 blanques alfil · h4 blanques torre · h1 blanques rei | h6 negres rei · g5 negres peó · h5 blanques peó · f4 blanques alfil · h4 blanques torre · h1 blanques rei | h6 negres rei · g5 negres peó · h5 blanques peó · f4 blanques alfil · h4 blanques torre · h1 blanques rei | 3 |
| 2 | h6 negres rei · g5 negres peó · h5 blanques peó · f4 blanques alfil · h4 blanques torre · h1 blanques rei | h6 negres rei · g5 negres peó · h5 blanques peó · f4 blanques alfil · h4 blanques torre · h1 blanques rei | h6 negres rei · g5 negres peó · h5 blanques peó · f4 blanques alfil · h4 blanques torre · h1 blanques rei | h6 negres rei · g5 negres peó · h5 blanques peó · f4 blanques alfil · h4 blanques torre · h1 blanques rei | h6 negres rei · g5 negres peó · h5 blanques peó · f4 blanques alfil · h4 blanques torre · h1 blanques rei | h6 negres rei · g5 negres peó · h5 blanques peó · f4 blanques alfil · h4 blanques torre · h1 blanques rei | h6 negres rei · g5 negres peó · h5 blanques peó · f4 blanques alfil · h4 blanques torre · h1 blanques rei | h6 negres rei · g5 negres peó · h5 blanques peó · f4 blanques alfil · h4 blanques torre · h1 blanques rei | 2 |
| 1 | h6 negres rei · g5 negres peó · h5 blanques peó · f4 blanques alfil · h4 blanques torre · h1 blanques rei | h6 negres rei · g5 negres peó · h5 blanques peó · f4 blanques alfil · h4 blanques torre · h1 blanques rei | h6 negres rei · g5 negres peó · h5 blanques peó · f4 blanques alfil · h4 blanques torre · h1 blanques rei | h6 negres rei · g5 negres peó · h5 blanques peó · f4 blanques alfil · h4 blanques torre · h1 blanques rei | h6 negres rei · g5 negres peó · h5 blanques peó · f4 blanques alfil · h4 blanques torre · h1 blanques rei | h6 negres rei · g5 negres peó · h5 blanques peó · f4 blanques alfil · h4 blanques torre · h1 blanques rei | h6 negres rei · g5 negres peó · h5 blanques peó · f4 blanques alfil · h4 blanques torre · h1 blanques rei | h6 negres rei · g5 negres peó · h5 blanques peó · f4 blanques alfil · h4 blanques torre · h1 blanques rei | 1 |
|   | a | b | c | d | e | f | g | h |   |

En escacs, un escac doble és un escac fet per dues peces al mateix temps. En notació d'escacs, se simbolitza normalment "++", o bé "+" (en aquest darrer cas, sense fer distinció respecte d'un escac simple).
La forma més comuna de fer xec doble implica que hi ha una peça en moviment que fa xec, alhora que s'aparta del camí d'una segona peça que hi ha darrere, que fa escac a la descoberta (aquesta mena de xec és una part inherent del mat de la coça, conegut en alguns llocs com el llegat de Philidor). L'única resposta possible a un escac doble consisteix a moure el rei, ja que capturar la peça que fa escac (llevat de si es fa amb el mateix rei, que en el procés es mouria de casella escapant així al xec de la segona peça atacant) no és possible, perquè són dues, i de la mateixa manera, tampoc no és possible fer una interposició, ja que hi ha dues línies d'atac per bloquejar.
En circumstàncies excepcionals, és possible fer un escac doble sense que la peça moguda faci xec ella mateixa. En escacs ortodoxos, això només pot passar executant una captura al pas. A la posició mostrada al diagrama de dalt a la dreta, les negres acaben de jugar 1...g5 (des de g7). Les blanques contesten 2.hxg6 e.p.++. Això és un escac doble, d'alfil i torre, a despit del fet que le peó que les blanques acaben de moure, no està ell mateix fent xec. Un dels xecs es produeix en el moment de la captura, i l'altre en el moment de retirar el peó capturat del tauler, però tots dos en la mateixa jugada. Un escac doble com aquest es produeix molt rarament en partides reals, però és més habitual en problemes d'escacs.
|   | a | b | c | d | e | f | g | h |   |
| 8 | a8 negres torre · b8 negres cavall · c8 negres alfil · e8 negres rei · f8 negres alfil · h8 negres torre · a7 negres peó · b7 negres peó · f7 negres peó · g7 negres peó · h7 negres peó · c6 negres peó · e5 negres dama · e4 negres cavall · d3 blanques dama · a2 blanques peó · b2 blanques peó · c2 blanques peó · d2 blanques alfil · f2 blanques peó · g2 blanques peó · h2 blanques peó · c1 blanques rei · d1 blanques torre · f1 blanques alfil · g1 blanques cavall · h1 blanques torre | a8 negres torre · b8 negres cavall · c8 negres alfil · e8 negres rei · f8 negres alfil · h8 negres torre · a7 negres peó · b7 negres peó · f7 negres peó · g7 negres peó · h7 negres peó · c6 negres peó · e5 negres dama · e4 negres cavall · d3 blanques dama · a2 blanques peó · b2 blanques peó · c2 blanques peó · d2 blanques alfil · f2 blanques peó · g2 blanques peó · h2 blanques peó · c1 blanques rei · d1 blanques torre · f1 blanques alfil · g1 blanques cavall · h1 blanques torre | a8 negres torre · b8 negres cavall · c8 negres alfil · e8 negres rei · f8 negres alfil · h8 negres torre · a7 negres peó · b7 negres peó · f7 negres peó · g7 negres peó · h7 negres peó · c6 negres peó · e5 negres dama · e4 negres cavall · d3 blanques dama · a2 blanques peó · b2 blanques peó · c2 blanques peó · d2 blanques alfil · f2 blanques peó · g2 blanques peó · h2 blanques peó · c1 blanques rei · d1 blanques torre · f1 blanques alfil · g1 blanques cavall · h1 blanques torre | a8 negres torre · b8 negres cavall · c8 negres alfil · e8 negres rei · f8 negres alfil · h8 negres torre · a7 negres peó · b7 negres peó · f7 negres peó · g7 negres peó · h7 negres peó · c6 negres peó · e5 negres dama · e4 negres cavall · d3 blanques dama · a2 blanques peó · b2 blanques peó · c2 blanques peó · d2 blanques alfil · f2 blanques peó · g2 blanques peó · h2 blanques peó · c1 blanques rei · d1 blanques torre · f1 blanques alfil · g1 blanques cavall · h1 blanques torre | a8 negres torre · b8 negres cavall · c8 negres alfil · e8 negres rei · f8 negres alfil · h8 negres torre · a7 negres peó · b7 negres peó · f7 negres peó · g7 negres peó · h7 negres peó · c6 negres peó · e5 negres dama · e4 negres cavall · d3 blanques dama · a2 blanques peó · b2 blanques peó · c2 blanques peó · d2 blanques alfil · f2 blanques peó · g2 blanques peó · h2 blanques peó · c1 blanques rei · d1 blanques torre · f1 blanques alfil · g1 blanques cavall · h1 blanques torre | a8 negres torre · b8 negres cavall · c8 negres alfil · e8 negres rei · f8 negres alfil · h8 negres torre · a7 negres peó · b7 negres peó · f7 negres peó · g7 negres peó · h7 negres peó · c6 negres peó · e5 negres dama · e4 negres cavall · d3 blanques dama · a2 blanques peó · b2 blanques peó · c2 blanques peó · d2 blanques alfil · f2 blanques peó · g2 blanques peó · h2 blanques peó · c1 blanques rei · d1 blanques torre · f1 blanques alfil · g1 blanques cavall · h1 blanques torre | a8 negres torre · b8 negres cavall · c8 negres alfil · e8 negres rei · f8 negres alfil · h8 negres torre · a7 negres peó · b7 negres peó · f7 negres peó · g7 negres peó · h7 negres peó · c6 negres peó · e5 negres dama · e4 negres cavall · d3 blanques dama · a2 blanques peó · b2 blanques peó · c2 blanques peó · d2 blanques alfil · f2 blanques peó · g2 blanques peó · h2 blanques peó · c1 blanques rei · d1 blanques torre · f1 blanques alfil · g1 blanques cavall · h1 blanques torre | a8 negres torre · b8 negres cavall · c8 negres alfil · e8 negres rei · f8 negres alfil · h8 negres torre · a7 negres peó · b7 negres peó · f7 negres peó · g7 negres peó · h7 negres peó · c6 negres peó · e5 negres dama · e4 negres cavall · d3 blanques dama · a2 blanques peó · b2 blanques peó · c2 blanques peó · d2 blanques alfil · f2 blanques peó · g2 blanques peó · h2 blanques peó · c1 blanques rei · d1 blanques torre · f1 blanques alfil · g1 blanques cavall · h1 blanques torre | 8 |
| 7 | a8 negres torre · b8 negres cavall · c8 negres alfil · e8 negres rei · f8 negres alfil · h8 negres torre · a7 negres peó · b7 negres peó · f7 negres peó · g7 negres peó · h7 negres peó · c6 negres peó · e5 negres dama · e4 negres cavall · d3 blanques dama · a2 blanques peó · b2 blanques peó · c2 blanques peó · d2 blanques alfil · f2 blanques peó · g2 blanques peó · h2 blanques peó · c1 blanques rei · d1 blanques torre · f1 blanques alfil · g1 blanques cavall · h1 blanques torre | a8 negres torre · b8 negres cavall · c8 negres alfil · e8 negres rei · f8 negres alfil · h8 negres torre · a7 negres peó · b7 negres peó · f7 negres peó · g7 negres peó · h7 negres peó · c6 negres peó · e5 negres dama · e4 negres cavall · d3 blanques dama · a2 blanques peó · b2 blanques peó · c2 blanques peó · d2 blanques alfil · f2 blanques peó · g2 blanques peó · h2 blanques peó · c1 blanques rei · d1 blanques torre · f1 blanques alfil · g1 blanques cavall · h1 blanques torre | a8 negres torre · b8 negres cavall · c8 negres alfil · e8 negres rei · f8 negres alfil · h8 negres torre · a7 negres peó · b7 negres peó · f7 negres peó · g7 negres peó · h7 negres peó · c6 negres peó · e5 negres dama · e4 negres cavall · d3 blanques dama · a2 blanques peó · b2 blanques peó · c2 blanques peó · d2 blanques alfil · f2 blanques peó · g2 blanques peó · h2 blanques peó · c1 blanques rei · d1 blanques torre · f1 blanques alfil · g1 blanques cavall · h1 blanques torre | a8 negres torre · b8 negres cavall · c8 negres alfil · e8 negres rei · f8 negres alfil · h8 negres torre · a7 negres peó · b7 negres peó · f7 negres peó · g7 negres peó · h7 negres peó · c6 negres peó · e5 negres dama · e4 negres cavall · d3 blanques dama · a2 blanques peó · b2 blanques peó · c2 blanques peó · d2 blanques alfil · f2 blanques peó · g2 blanques peó · h2 blanques peó · c1 blanques rei · d1 blanques torre · f1 blanques alfil · g1 blanques cavall · h1 blanques torre | a8 negres torre · b8 negres cavall · c8 negres alfil · e8 negres rei · f8 negres alfil · h8 negres torre · a7 negres peó · b7 negres peó · f7 negres peó · g7 negres peó · h7 negres peó · c6 negres peó · e5 negres dama · e4 negres cavall · d3 blanques dama · a2 blanques peó · b2 blanques peó · c2 blanques peó · d2 blanques alfil · f2 blanques peó · g2 blanques peó · h2 blanques peó · c1 blanques rei · d1 blanques torre · f1 blanques alfil · g1 blanques cavall · h1 blanques torre | a8 negres torre · b8 negres cavall · c8 negres alfil · e8 negres rei · f8 negres alfil · h8 negres torre · a7 negres peó · b7 negres peó · f7 negres peó · g7 negres peó · h7 negres peó · c6 negres peó · e5 negres dama · e4 negres cavall · d3 blanques dama · a2 blanques peó · b2 blanques peó · c2 blanques peó · d2 blanques alfil · f2 blanques peó · g2 blanques peó · h2 blanques peó · c1 blanques rei · d1 blanques torre · f1 blanques alfil · g1 blanques cavall · h1 blanques torre | a8 negres torre · b8 negres cavall · c8 negres alfil · e8 negres rei · f8 negres alfil · h8 negres torre · a7 negres peó · b7 negres peó · f7 negres peó · g7 negres peó · h7 negres peó · c6 negres peó · e5 negres dama · e4 negres cavall · d3 blanques dama · a2 blanques peó · b2 blanques peó · c2 blanques peó · d2 blanques alfil · f2 blanques peó · g2 blanques peó · h2 blanques peó · c1 blanques rei · d1 blanques torre · f1 blanques alfil · g1 blanques cavall · h1 blanques torre | a8 negres torre · b8 negres cavall · c8 negres alfil · e8 negres rei · f8 negres alfil · h8 negres torre · a7 negres peó · b7 negres peó · f7 negres peó · g7 negres peó · h7 negres peó · c6 negres peó · e5 negres dama · e4 negres cavall · d3 blanques dama · a2 blanques peó · b2 blanques peó · c2 blanques peó · d2 blanques alfil · f2 blanques peó · g2 blanques peó · h2 blanques peó · c1 blanques rei · d1 blanques torre · f1 blanques alfil · g1 blanques cavall · h1 blanques torre | 7 |
| 6 | a8 negres torre · b8 negres cavall · c8 negres alfil · e8 negres rei · f8 negres alfil · h8 negres torre · a7 negres peó · b7 negres peó · f7 negres peó · g7 negres peó · h7 negres peó · c6 negres peó · e5 negres dama · e4 negres cavall · d3 blanques dama · a2 blanques peó · b2 blanques peó · c2 blanques peó · d2 blanques alfil · f2 blanques peó · g2 blanques peó · h2 blanques peó · c1 blanques rei · d1 blanques torre · f1 blanques alfil · g1 blanques cavall · h1 blanques torre | a8 negres torre · b8 negres cavall · c8 negres alfil · e8 negres rei · f8 negres alfil · h8 negres torre · a7 negres peó · b7 negres peó · f7 negres peó · g7 negres peó · h7 negres peó · c6 negres peó · e5 negres dama · e4 negres cavall · d3 blanques dama · a2 blanques peó · b2 blanques peó · c2 blanques peó · d2 blanques alfil · f2 blanques peó · g2 blanques peó · h2 blanques peó · c1 blanques rei · d1 blanques torre · f1 blanques alfil · g1 blanques cavall · h1 blanques torre | a8 negres torre · b8 negres cavall · c8 negres alfil · e8 negres rei · f8 negres alfil · h8 negres torre · a7 negres peó · b7 negres peó · f7 negres peó · g7 negres peó · h7 negres peó · c6 negres peó · e5 negres dama · e4 negres cavall · d3 blanques dama · a2 blanques peó · b2 blanques peó · c2 blanques peó · d2 blanques alfil · f2 blanques peó · g2 blanques peó · h2 blanques peó · c1 blanques rei · d1 blanques torre · f1 blanques alfil · g1 blanques cavall · h1 blanques torre | a8 negres torre · b8 negres cavall · c8 negres alfil · e8 negres rei · f8 negres alfil · h8 negres torre · a7 negres peó · b7 negres peó · f7 negres peó · g7 negres peó · h7 negres peó · c6 negres peó · e5 negres dama · e4 negres cavall · d3 blanques dama · a2 blanques peó · b2 blanques peó · c2 blanques peó · d2 blanques alfil · f2 blanques peó · g2 blanques peó · h2 blanques peó · c1 blanques rei · d1 blanques torre · f1 blanques alfil · g1 blanques cavall · h1 blanques torre | a8 negres torre · b8 negres cavall · c8 negres alfil · e8 negres rei · f8 negres alfil · h8 negres torre · a7 negres peó · b7 negres peó · f7 negres peó · g7 negres peó · h7 negres peó · c6 negres peó · e5 negres dama · e4 negres cavall · d3 blanques dama · a2 blanques peó · b2 blanques peó · c2 blanques peó · d2 blanques alfil · f2 blanques peó · g2 blanques peó · h2 blanques peó · c1 blanques rei · d1 blanques torre · f1 blanques alfil · g1 blanques cavall · h1 blanques torre | a8 negres torre · b8 negres cavall · c8 negres alfil · e8 negres rei · f8 negres alfil · h8 negres torre · a7 negres peó · b7 negres peó · f7 negres peó · g7 negres peó · h7 negres peó · c6 negres peó · e5 negres dama · e4 negres cavall · d3 blanques dama · a2 blanques peó · b2 blanques peó · c2 blanques peó · d2 blanques alfil · f2 blanques peó · g2 blanques peó · h2 blanques peó · c1 blanques rei · d1 blanques torre · f1 blanques alfil · g1 blanques cavall · h1 blanques torre | a8 negres torre · b8 negres cavall · c8 negres alfil · e8 negres rei · f8 negres alfil · h8 negres torre · a7 negres peó · b7 negres peó · f7 negres peó · g7 negres peó · h7 negres peó · c6 negres peó · e5 negres dama · e4 negres cavall · d3 blanques dama · a2 blanques peó · b2 blanques peó · c2 blanques peó · d2 blanques alfil · f2 blanques peó · g2 blanques peó · h2 blanques peó · c1 blanques rei · d1 blanques torre · f1 blanques alfil · g1 blanques cavall · h1 blanques torre | a8 negres torre · b8 negres cavall · c8 negres alfil · e8 negres rei · f8 negres alfil · h8 negres torre · a7 negres peó · b7 negres peó · f7 negres peó · g7 negres peó · h7 negres peó · c6 negres peó · e5 negres dama · e4 negres cavall · d3 blanques dama · a2 blanques peó · b2 blanques peó · c2 blanques peó · d2 blanques alfil · f2 blanques peó · g2 blanques peó · h2 blanques peó · c1 blanques rei · d1 blanques torre · f1 blanques alfil · g1 blanques cavall · h1 blanques torre | 6 |
| 5 | a8 negres torre · b8 negres cavall · c8 negres alfil · e8 negres rei · f8 negres alfil · h8 negres torre · a7 negres peó · b7 negres peó · f7 negres peó · g7 negres peó · h7 negres peó · c6 negres peó · e5 negres dama · e4 negres cavall · d3 blanques dama · a2 blanques peó · b2 blanques peó · c2 blanques peó · d2 blanques alfil · f2 blanques peó · g2 blanques peó · h2 blanques peó · c1 blanques rei · d1 blanques torre · f1 blanques alfil · g1 blanques cavall · h1 blanques torre | a8 negres torre · b8 negres cavall · c8 negres alfil · e8 negres rei · f8 negres alfil · h8 negres torre · a7 negres peó · b7 negres peó · f7 negres peó · g7 negres peó · h7 negres peó · c6 negres peó · e5 negres dama · e4 negres cavall · d3 blanques dama · a2 blanques peó · b2 blanques peó · c2 blanques peó · d2 blanques alfil · f2 blanques peó · g2 blanques peó · h2 blanques peó · c1 blanques rei · d1 blanques torre · f1 blanques alfil · g1 blanques cavall · h1 blanques torre | a8 negres torre · b8 negres cavall · c8 negres alfil · e8 negres rei · f8 negres alfil · h8 negres torre · a7 negres peó · b7 negres peó · f7 negres peó · g7 negres peó · h7 negres peó · c6 negres peó · e5 negres dama · e4 negres cavall · d3 blanques dama · a2 blanques peó · b2 blanques peó · c2 blanques peó · d2 blanques alfil · f2 blanques peó · g2 blanques peó · h2 blanques peó · c1 blanques rei · d1 blanques torre · f1 blanques alfil · g1 blanques cavall · h1 blanques torre | a8 negres torre · b8 negres cavall · c8 negres alfil · e8 negres rei · f8 negres alfil · h8 negres torre · a7 negres peó · b7 negres peó · f7 negres peó · g7 negres peó · h7 negres peó · c6 negres peó · e5 negres dama · e4 negres cavall · d3 blanques dama · a2 blanques peó · b2 blanques peó · c2 blanques peó · d2 blanques alfil · f2 blanques peó · g2 blanques peó · h2 blanques peó · c1 blanques rei · d1 blanques torre · f1 blanques alfil · g1 blanques cavall · h1 blanques torre | a8 negres torre · b8 negres cavall · c8 negres alfil · e8 negres rei · f8 negres alfil · h8 negres torre · a7 negres peó · b7 negres peó · f7 negres peó · g7 negres peó · h7 negres peó · c6 negres peó · e5 negres dama · e4 negres cavall · d3 blanques dama · a2 blanques peó · b2 blanques peó · c2 blanques peó · d2 blanques alfil · f2 blanques peó · g2 blanques peó · h2 blanques peó · c1 blanques rei · d1 blanques torre · f1 blanques alfil · g1 blanques cavall · h1 blanques torre | a8 negres torre · b8 negres cavall · c8 negres alfil · e8 negres rei · f8 negres alfil · h8 negres torre · a7 negres peó · b7 negres peó · f7 negres peó · g7 negres peó · h7 negres peó · c6 negres peó · e5 negres dama · e4 negres cavall · d3 blanques dama · a2 blanques peó · b2 blanques peó · c2 blanques peó · d2 blanques alfil · f2 blanques peó · g2 blanques peó · h2 blanques peó · c1 blanques rei · d1 blanques torre · f1 blanques alfil · g1 blanques cavall · h1 blanques torre | a8 negres torre · b8 negres cavall · c8 negres alfil · e8 negres rei · f8 negres alfil · h8 negres torre · a7 negres peó · b7 negres peó · f7 negres peó · g7 negres peó · h7 negres peó · c6 negres peó · e5 negres dama · e4 negres cavall · d3 blanques dama · a2 blanques peó · b2 blanques peó · c2 blanques peó · d2 blanques alfil · f2 blanques peó · g2 blanques peó · h2 blanques peó · c1 blanques rei · d1 blanques torre · f1 blanques alfil · g1 blanques cavall · h1 blanques torre | a8 negres torre · b8 negres cavall · c8 negres alfil · e8 negres rei · f8 negres alfil · h8 negres torre · a7 negres peó · b7 negres peó · f7 negres peó · g7 negres peó · h7 negres peó · c6 negres peó · e5 negres dama · e4 negres cavall · d3 blanques dama · a2 blanques peó · b2 blanques peó · c2 blanques peó · d2 blanques alfil · f2 blanques peó · g2 blanques peó · h2 blanques peó · c1 blanques rei · d1 blanques torre · f1 blanques alfil · g1 blanques cavall · h1 blanques torre | 5 |
| 4 | a8 negres torre · b8 negres cavall · c8 negres alfil · e8 negres rei · f8 negres alfil · h8 negres torre · a7 negres peó · b7 negres peó · f7 negres peó · g7 negres peó · h7 negres peó · c6 negres peó · e5 negres dama · e4 negres cavall · d3 blanques dama · a2 blanques peó · b2 blanques peó · c2 blanques peó · d2 blanques alfil · f2 blanques peó · g2 blanques peó · h2 blanques peó · c1 blanques rei · d1 blanques torre · f1 blanques alfil · g1 blanques cavall · h1 blanques torre | a8 negres torre · b8 negres cavall · c8 negres alfil · e8 negres rei · f8 negres alfil · h8 negres torre · a7 negres peó · b7 negres peó · f7 negres peó · g7 negres peó · h7 negres peó · c6 negres peó · e5 negres dama · e4 negres cavall · d3 blanques dama · a2 blanques peó · b2 blanques peó · c2 blanques peó · d2 blanques alfil · f2 blanques peó · g2 blanques peó · h2 blanques peó · c1 blanques rei · d1 blanques torre · f1 blanques alfil · g1 blanques cavall · h1 blanques torre | a8 negres torre · b8 negres cavall · c8 negres alfil · e8 negres rei · f8 negres alfil · h8 negres torre · a7 negres peó · b7 negres peó · f7 negres peó · g7 negres peó · h7 negres peó · c6 negres peó · e5 negres dama · e4 negres cavall · d3 blanques dama · a2 blanques peó · b2 blanques peó · c2 blanques peó · d2 blanques alfil · f2 blanques peó · g2 blanques peó · h2 blanques peó · c1 blanques rei · d1 blanques torre · f1 blanques alfil · g1 blanques cavall · h1 blanques torre | a8 negres torre · b8 negres cavall · c8 negres alfil · e8 negres rei · f8 negres alfil · h8 negres torre · a7 negres peó · b7 negres peó · f7 negres peó · g7 negres peó · h7 negres peó · c6 negres peó · e5 negres dama · e4 negres cavall · d3 blanques dama · a2 blanques peó · b2 blanques peó · c2 blanques peó · d2 blanques alfil · f2 blanques peó · g2 blanques peó · h2 blanques peó · c1 blanques rei · d1 blanques torre · f1 blanques alfil · g1 blanques cavall · h1 blanques torre | a8 negres torre · b8 negres cavall · c8 negres alfil · e8 negres rei · f8 negres alfil · h8 negres torre · a7 negres peó · b7 negres peó · f7 negres peó · g7 negres peó · h7 negres peó · c6 negres peó · e5 negres dama · e4 negres cavall · d3 blanques dama · a2 blanques peó · b2 blanques peó · c2 blanques peó · d2 blanques alfil · f2 blanques peó · g2 blanques peó · h2 blanques peó · c1 blanques rei · d1 blanques torre · f1 blanques alfil · g1 blanques cavall · h1 blanques torre | a8 negres torre · b8 negres cavall · c8 negres alfil · e8 negres rei · f8 negres alfil · h8 negres torre · a7 negres peó · b7 negres peó · f7 negres peó · g7 negres peó · h7 negres peó · c6 negres peó · e5 negres dama · e4 negres cavall · d3 blanques dama · a2 blanques peó · b2 blanques peó · c2 blanques peó · d2 blanques alfil · f2 blanques peó · g2 blanques peó · h2 blanques peó · c1 blanques rei · d1 blanques torre · f1 blanques alfil · g1 blanques cavall · h1 blanques torre | a8 negres torre · b8 negres cavall · c8 negres alfil · e8 negres rei · f8 negres alfil · h8 negres torre · a7 negres peó · b7 negres peó · f7 negres peó · g7 negres peó · h7 negres peó · c6 negres peó · e5 negres dama · e4 negres cavall · d3 blanques dama · a2 blanques peó · b2 blanques peó · c2 blanques peó · d2 blanques alfil · f2 blanques peó · g2 blanques peó · h2 blanques peó · c1 blanques rei · d1 blanques torre · f1 blanques alfil · g1 blanques cavall · h1 blanques torre | a8 negres torre · b8 negres cavall · c8 negres alfil · e8 negres rei · f8 negres alfil · h8 negres torre · a7 negres peó · b7 negres peó · f7 negres peó · g7 negres peó · h7 negres peó · c6 negres peó · e5 negres dama · e4 negres cavall · d3 blanques dama · a2 blanques peó · b2 blanques peó · c2 blanques peó · d2 blanques alfil · f2 blanques peó · g2 blanques peó · h2 blanques peó · c1 blanques rei · d1 blanques torre · f1 blanques alfil · g1 blanques cavall · h1 blanques torre | 4 |
| 3 | a8 negres torre · b8 negres cavall · c8 negres alfil · e8 negres rei · f8 negres alfil · h8 negres torre · a7 negres peó · b7 negres peó · f7 negres peó · g7 negres peó · h7 negres peó · c6 negres peó · e5 negres dama · e4 negres cavall · d3 blanques dama · a2 blanques peó · b2 blanques peó · c2 blanques peó · d2 blanques alfil · f2 blanques peó · g2 blanques peó · h2 blanques peó · c1 blanques rei · d1 blanques torre · f1 blanques alfil · g1 blanques cavall · h1 blanques torre | a8 negres torre · b8 negres cavall · c8 negres alfil · e8 negres rei · f8 negres alfil · h8 negres torre · a7 negres peó · b7 negres peó · f7 negres peó · g7 negres peó · h7 negres peó · c6 negres peó · e5 negres dama · e4 negres cavall · d3 blanques dama · a2 blanques peó · b2 blanques peó · c2 blanques peó · d2 blanques alfil · f2 blanques peó · g2 blanques peó · h2 blanques peó · c1 blanques rei · d1 blanques torre · f1 blanques alfil · g1 blanques cavall · h1 blanques torre | a8 negres torre · b8 negres cavall · c8 negres alfil · e8 negres rei · f8 negres alfil · h8 negres torre · a7 negres peó · b7 negres peó · f7 negres peó · g7 negres peó · h7 negres peó · c6 negres peó · e5 negres dama · e4 negres cavall · d3 blanques dama · a2 blanques peó · b2 blanques peó · c2 blanques peó · d2 blanques alfil · f2 blanques peó · g2 blanques peó · h2 blanques peó · c1 blanques rei · d1 blanques torre · f1 blanques alfil · g1 blanques cavall · h1 blanques torre | a8 negres torre · b8 negres cavall · c8 negres alfil · e8 negres rei · f8 negres alfil · h8 negres torre · a7 negres peó · b7 negres peó · f7 negres peó · g7 negres peó · h7 negres peó · c6 negres peó · e5 negres dama · e4 negres cavall · d3 blanques dama · a2 blanques peó · b2 blanques peó · c2 blanques peó · d2 blanques alfil · f2 blanques peó · g2 blanques peó · h2 blanques peó · c1 blanques rei · d1 blanques torre · f1 blanques alfil · g1 blanques cavall · h1 blanques torre | a8 negres torre · b8 negres cavall · c8 negres alfil · e8 negres rei · f8 negres alfil · h8 negres torre · a7 negres peó · b7 negres peó · f7 negres peó · g7 negres peó · h7 negres peó · c6 negres peó · e5 negres dama · e4 negres cavall · d3 blanques dama · a2 blanques peó · b2 blanques peó · c2 blanques peó · d2 blanques alfil · f2 blanques peó · g2 blanques peó · h2 blanques peó · c1 blanques rei · d1 blanques torre · f1 blanques alfil · g1 blanques cavall · h1 blanques torre | a8 negres torre · b8 negres cavall · c8 negres alfil · e8 negres rei · f8 negres alfil · h8 negres torre · a7 negres peó · b7 negres peó · f7 negres peó · g7 negres peó · h7 negres peó · c6 negres peó · e5 negres dama · e4 negres cavall · d3 blanques dama · a2 blanques peó · b2 blanques peó · c2 blanques peó · d2 blanques alfil · f2 blanques peó · g2 blanques peó · h2 blanques peó · c1 blanques rei · d1 blanques torre · f1 blanques alfil · g1 blanques cavall · h1 blanques torre | a8 negres torre · b8 negres cavall · c8 negres alfil · e8 negres rei · f8 negres alfil · h8 negres torre · a7 negres peó · b7 negres peó · f7 negres peó · g7 negres peó · h7 negres peó · c6 negres peó · e5 negres dama · e4 negres cavall · d3 blanques dama · a2 blanques peó · b2 blanques peó · c2 blanques peó · d2 blanques alfil · f2 blanques peó · g2 blanques peó · h2 blanques peó · c1 blanques rei · d1 blanques torre · f1 blanques alfil · g1 blanques cavall · h1 blanques torre | a8 negres torre · b8 negres cavall · c8 negres alfil · e8 negres rei · f8 negres alfil · h8 negres torre · a7 negres peó · b7 negres peó · f7 negres peó · g7 negres peó · h7 negres peó · c6 negres peó · e5 negres dama · e4 negres cavall · d3 blanques dama · a2 blanques peó · b2 blanques peó · c2 blanques peó · d2 blanques alfil · f2 blanques peó · g2 blanques peó · h2 blanques peó · c1 blanques rei · d1 blanques torre · f1 blanques alfil · g1 blanques cavall · h1 blanques torre | 3 |
| 2 | a8 negres torre · b8 negres cavall · c8 negres alfil · e8 negres rei · f8 negres alfil · h8 negres torre · a7 negres peó · b7 negres peó · f7 negres peó · g7 negres peó · h7 negres peó · c6 negres peó · e5 negres dama · e4 negres cavall · d3 blanques dama · a2 blanques peó · b2 blanques peó · c2 blanques peó · d2 blanques alfil · f2 blanques peó · g2 blanques peó · h2 blanques peó · c1 blanques rei · d1 blanques torre · f1 blanques alfil · g1 blanques cavall · h1 blanques torre | a8 negres torre · b8 negres cavall · c8 negres alfil · e8 negres rei · f8 negres alfil · h8 negres torre · a7 negres peó · b7 negres peó · f7 negres peó · g7 negres peó · h7 negres peó · c6 negres peó · e5 negres dama · e4 negres cavall · d3 blanques dama · a2 blanques peó · b2 blanques peó · c2 blanques peó · d2 blanques alfil · f2 blanques peó · g2 blanques peó · h2 blanques peó · c1 blanques rei · d1 blanques torre · f1 blanques alfil · g1 blanques cavall · h1 blanques torre | a8 negres torre · b8 negres cavall · c8 negres alfil · e8 negres rei · f8 negres alfil · h8 negres torre · a7 negres peó · b7 negres peó · f7 negres peó · g7 negres peó · h7 negres peó · c6 negres peó · e5 negres dama · e4 negres cavall · d3 blanques dama · a2 blanques peó · b2 blanques peó · c2 blanques peó · d2 blanques alfil · f2 blanques peó · g2 blanques peó · h2 blanques peó · c1 blanques rei · d1 blanques torre · f1 blanques alfil · g1 blanques cavall · h1 blanques torre | a8 negres torre · b8 negres cavall · c8 negres alfil · e8 negres rei · f8 negres alfil · h8 negres torre · a7 negres peó · b7 negres peó · f7 negres peó · g7 negres peó · h7 negres peó · c6 negres peó · e5 negres dama · e4 negres cavall · d3 blanques dama · a2 blanques peó · b2 blanques peó · c2 blanques peó · d2 blanques alfil · f2 blanques peó · g2 blanques peó · h2 blanques peó · c1 blanques rei · d1 blanques torre · f1 blanques alfil · g1 blanques cavall · h1 blanques torre | a8 negres torre · b8 negres cavall · c8 negres alfil · e8 negres rei · f8 negres alfil · h8 negres torre · a7 negres peó · b7 negres peó · f7 negres peó · g7 negres peó · h7 negres peó · c6 negres peó · e5 negres dama · e4 negres cavall · d3 blanques dama · a2 blanques peó · b2 blanques peó · c2 blanques peó · d2 blanques alfil · f2 blanques peó · g2 blanques peó · h2 blanques peó · c1 blanques rei · d1 blanques torre · f1 blanques alfil · g1 blanques cavall · h1 blanques torre | a8 negres torre · b8 negres cavall · c8 negres alfil · e8 negres rei · f8 negres alfil · h8 negres torre · a7 negres peó · b7 negres peó · f7 negres peó · g7 negres peó · h7 negres peó · c6 negres peó · e5 negres dama · e4 negres cavall · d3 blanques dama · a2 blanques peó · b2 blanques peó · c2 blanques peó · d2 blanques alfil · f2 blanques peó · g2 blanques peó · h2 blanques peó · c1 blanques rei · d1 blanques torre · f1 blanques alfil · g1 blanques cavall · h1 blanques torre | a8 negres torre · b8 negres cavall · c8 negres alfil · e8 negres rei · f8 negres alfil · h8 negres torre · a7 negres peó · b7 negres peó · f7 negres peó · g7 negres peó · h7 negres peó · c6 negres peó · e5 negres dama · e4 negres cavall · d3 blanques dama · a2 blanques peó · b2 blanques peó · c2 blanques peó · d2 blanques alfil · f2 blanques peó · g2 blanques peó · h2 blanques peó · c1 blanques rei · d1 blanques torre · f1 blanques alfil · g1 blanques cavall · h1 blanques torre | a8 negres torre · b8 negres cavall · c8 negres alfil · e8 negres rei · f8 negres alfil · h8 negres torre · a7 negres peó · b7 negres peó · f7 negres peó · g7 negres peó · h7 negres peó · c6 negres peó · e5 negres dama · e4 negres cavall · d3 blanques dama · a2 blanques peó · b2 blanques peó · c2 blanques peó · d2 blanques alfil · f2 blanques peó · g2 blanques peó · h2 blanques peó · c1 blanques rei · d1 blanques torre · f1 blanques alfil · g1 blanques cavall · h1 blanques torre | 2 |
| 1 | a8 negres torre · b8 negres cavall · c8 negres alfil · e8 negres rei · f8 negres alfil · h8 negres torre · a7 negres peó · b7 negres peó · f7 negres peó · g7 negres peó · h7 negres peó · c6 negres peó · e5 negres dama · e4 negres cavall · d3 blanques dama · a2 blanques peó · b2 blanques peó · c2 blanques peó · d2 blanques alfil · f2 blanques peó · g2 blanques peó · h2 blanques peó · c1 blanques rei · d1 blanques torre · f1 blanques alfil · g1 blanques cavall · h1 blanques torre | a8 negres torre · b8 negres cavall · c8 negres alfil · e8 negres rei · f8 negres alfil · h8 negres torre · a7 negres peó · b7 negres peó · f7 negres peó · g7 negres peó · h7 negres peó · c6 negres peó · e5 negres dama · e4 negres cavall · d3 blanques dama · a2 blanques peó · b2 blanques peó · c2 blanques peó · d2 blanques alfil · f2 blanques peó · g2 blanques peó · h2 blanques peó · c1 blanques rei · d1 blanques torre · f1 blanques alfil · g1 blanques cavall · h1 blanques torre | a8 negres torre · b8 negres cavall · c8 negres alfil · e8 negres rei · f8 negres alfil · h8 negres torre · a7 negres peó · b7 negres peó · f7 negres peó · g7 negres peó · h7 negres peó · c6 negres peó · e5 negres dama · e4 negres cavall · d3 blanques dama · a2 blanques peó · b2 blanques peó · c2 blanques peó · d2 blanques alfil · f2 blanques peó · g2 blanques peó · h2 blanques peó · c1 blanques rei · d1 blanques torre · f1 blanques alfil · g1 blanques cavall · h1 blanques torre | a8 negres torre · b8 negres cavall · c8 negres alfil · e8 negres rei · f8 negres alfil · h8 negres torre · a7 negres peó · b7 negres peó · f7 negres peó · g7 negres peó · h7 negres peó · c6 negres peó · e5 negres dama · e4 negres cavall · d3 blanques dama · a2 blanques peó · b2 blanques peó · c2 blanques peó · d2 blanques alfil · f2 blanques peó · g2 blanques peó · h2 blanques peó · c1 blanques rei · d1 blanques torre · f1 blanques alfil · g1 blanques cavall · h1 blanques torre | a8 negres torre · b8 negres cavall · c8 negres alfil · e8 negres rei · f8 negres alfil · h8 negres torre · a7 negres peó · b7 negres peó · f7 negres peó · g7 negres peó · h7 negres peó · c6 negres peó · e5 negres dama · e4 negres cavall · d3 blanques dama · a2 blanques peó · b2 blanques peó · c2 blanques peó · d2 blanques alfil · f2 blanques peó · g2 blanques peó · h2 blanques peó · c1 blanques rei · d1 blanques torre · f1 blanques alfil · g1 blanques cavall · h1 blanques torre | a8 negres torre · b8 negres cavall · c8 negres alfil · e8 negres rei · f8 negres alfil · h8 negres torre · a7 negres peó · b7 negres peó · f7 negres peó · g7 negres peó · h7 negres peó · c6 negres peó · e5 negres dama · e4 negres cavall · d3 blanques dama · a2 blanques peó · b2 blanques peó · c2 blanques peó · d2 blanques alfil · f2 blanques peó · g2 blanques peó · h2 blanques peó · c1 blanques rei · d1 blanques torre · f1 blanques alfil · g1 blanques cavall · h1 blanques torre | a8 negres torre · b8 negres cavall · c8 negres alfil · e8 negres rei · f8 negres alfil · h8 negres torre · a7 negres peó · b7 negres peó · f7 negres peó · g7 negres peó · h7 negres peó · c6 negres peó · e5 negres dama · e4 negres cavall · d3 blanques dama · a2 blanques peó · b2 blanques peó · c2 blanques peó · d2 blanques alfil · f2 blanques peó · g2 blanques peó · h2 blanques peó · c1 blanques rei · d1 blanques torre · f1 blanques alfil · g1 blanques cavall · h1 blanques torre | a8 negres torre · b8 negres cavall · c8 negres alfil · e8 negres rei · f8 negres alfil · h8 negres torre · a7 negres peó · b7 negres peó · f7 negres peó · g7 negres peó · h7 negres peó · c6 negres peó · e5 negres dama · e4 negres cavall · d3 blanques dama · a2 blanques peó · b2 blanques peó · c2 blanques peó · d2 blanques alfil · f2 blanques peó · g2 blanques peó · h2 blanques peó · c1 blanques rei · d1 blanques torre · f1 blanques alfil · g1 blanques cavall · h1 blanques torre | 1 |
|   | a | b | c | d | e | f | g | h |   |

|   | a | b | c | d | e | f | g | h |   |
| 8 | b8 negres torre · e8 negres rei · g8 negres torre · a7 negres peó · b7 negres alfil · c7 negres peó · d7 negres peó · e7 negres cavall · f7 negres peó · h7 negres peó · b6 negres alfil · c6 negres cavall · f6 blanques peó · a4 blanques dama · a3 blanques alfil · c3 blanques peó · d3 blanques alfil · f3 negres dama · a2 blanques peó · f2 blanques peó · g2 blanques peó · h2 blanques peó · d1 blanques torre · e1 blanques torre · g1 blanques rei | b8 negres torre · e8 negres rei · g8 negres torre · a7 negres peó · b7 negres alfil · c7 negres peó · d7 negres peó · e7 negres cavall · f7 negres peó · h7 negres peó · b6 negres alfil · c6 negres cavall · f6 blanques peó · a4 blanques dama · a3 blanques alfil · c3 blanques peó · d3 blanques alfil · f3 negres dama · a2 blanques peó · f2 blanques peó · g2 blanques peó · h2 blanques peó · d1 blanques torre · e1 blanques torre · g1 blanques rei | b8 negres torre · e8 negres rei · g8 negres torre · a7 negres peó · b7 negres alfil · c7 negres peó · d7 negres peó · e7 negres cavall · f7 negres peó · h7 negres peó · b6 negres alfil · c6 negres cavall · f6 blanques peó · a4 blanques dama · a3 blanques alfil · c3 blanques peó · d3 blanques alfil · f3 negres dama · a2 blanques peó · f2 blanques peó · g2 blanques peó · h2 blanques peó · d1 blanques torre · e1 blanques torre · g1 blanques rei | b8 negres torre · e8 negres rei · g8 negres torre · a7 negres peó · b7 negres alfil · c7 negres peó · d7 negres peó · e7 negres cavall · f7 negres peó · h7 negres peó · b6 negres alfil · c6 negres cavall · f6 blanques peó · a4 blanques dama · a3 blanques alfil · c3 blanques peó · d3 blanques alfil · f3 negres dama · a2 blanques peó · f2 blanques peó · g2 blanques peó · h2 blanques peó · d1 blanques torre · e1 blanques torre · g1 blanques rei | b8 negres torre · e8 negres rei · g8 negres torre · a7 negres peó · b7 negres alfil · c7 negres peó · d7 negres peó · e7 negres cavall · f7 negres peó · h7 negres peó · b6 negres alfil · c6 negres cavall · f6 blanques peó · a4 blanques dama · a3 blanques alfil · c3 blanques peó · d3 blanques alfil · f3 negres dama · a2 blanques peó · f2 blanques peó · g2 blanques peó · h2 blanques peó · d1 blanques torre · e1 blanques torre · g1 blanques rei | b8 negres torre · e8 negres rei · g8 negres torre · a7 negres peó · b7 negres alfil · c7 negres peó · d7 negres peó · e7 negres cavall · f7 negres peó · h7 negres peó · b6 negres alfil · c6 negres cavall · f6 blanques peó · a4 blanques dama · a3 blanques alfil · c3 blanques peó · d3 blanques alfil · f3 negres dama · a2 blanques peó · f2 blanques peó · g2 blanques peó · h2 blanques peó · d1 blanques torre · e1 blanques torre · g1 blanques rei | b8 negres torre · e8 negres rei · g8 negres torre · a7 negres peó · b7 negres alfil · c7 negres peó · d7 negres peó · e7 negres cavall · f7 negres peó · h7 negres peó · b6 negres alfil · c6 negres cavall · f6 blanques peó · a4 blanques dama · a3 blanques alfil · c3 blanques peó · d3 blanques alfil · f3 negres dama · a2 blanques peó · f2 blanques peó · g2 blanques peó · h2 blanques peó · d1 blanques torre · e1 blanques torre · g1 blanques rei | b8 negres torre · e8 negres rei · g8 negres torre · a7 negres peó · b7 negres alfil · c7 negres peó · d7 negres peó · e7 negres cavall · f7 negres peó · h7 negres peó · b6 negres alfil · c6 negres cavall · f6 blanques peó · a4 blanques dama · a3 blanques alfil · c3 blanques peó · d3 blanques alfil · f3 negres dama · a2 blanques peó · f2 blanques peó · g2 blanques peó · h2 blanques peó · d1 blanques torre · e1 blanques torre · g1 blanques rei | 8 |
| 7 | b8 negres torre · e8 negres rei · g8 negres torre · a7 negres peó · b7 negres alfil · c7 negres peó · d7 negres peó · e7 negres cavall · f7 negres peó · h7 negres peó · b6 negres alfil · c6 negres cavall · f6 blanques peó · a4 blanques dama · a3 blanques alfil · c3 blanques peó · d3 blanques alfil · f3 negres dama · a2 blanques peó · f2 blanques peó · g2 blanques peó · h2 blanques peó · d1 blanques torre · e1 blanques torre · g1 blanques rei | b8 negres torre · e8 negres rei · g8 negres torre · a7 negres peó · b7 negres alfil · c7 negres peó · d7 negres peó · e7 negres cavall · f7 negres peó · h7 negres peó · b6 negres alfil · c6 negres cavall · f6 blanques peó · a4 blanques dama · a3 blanques alfil · c3 blanques peó · d3 blanques alfil · f3 negres dama · a2 blanques peó · f2 blanques peó · g2 blanques peó · h2 blanques peó · d1 blanques torre · e1 blanques torre · g1 blanques rei | b8 negres torre · e8 negres rei · g8 negres torre · a7 negres peó · b7 negres alfil · c7 negres peó · d7 negres peó · e7 negres cavall · f7 negres peó · h7 negres peó · b6 negres alfil · c6 negres cavall · f6 blanques peó · a4 blanques dama · a3 blanques alfil · c3 blanques peó · d3 blanques alfil · f3 negres dama · a2 blanques peó · f2 blanques peó · g2 blanques peó · h2 blanques peó · d1 blanques torre · e1 blanques torre · g1 blanques rei | b8 negres torre · e8 negres rei · g8 negres torre · a7 negres peó · b7 negres alfil · c7 negres peó · d7 negres peó · e7 negres cavall · f7 negres peó · h7 negres peó · b6 negres alfil · c6 negres cavall · f6 blanques peó · a4 blanques dama · a3 blanques alfil · c3 blanques peó · d3 blanques alfil · f3 negres dama · a2 blanques peó · f2 blanques peó · g2 blanques peó · h2 blanques peó · d1 blanques torre · e1 blanques torre · g1 blanques rei | b8 negres torre · e8 negres rei · g8 negres torre · a7 negres peó · b7 negres alfil · c7 negres peó · d7 negres peó · e7 negres cavall · f7 negres peó · h7 negres peó · b6 negres alfil · c6 negres cavall · f6 blanques peó · a4 blanques dama · a3 blanques alfil · c3 blanques peó · d3 blanques alfil · f3 negres dama · a2 blanques peó · f2 blanques peó · g2 blanques peó · h2 blanques peó · d1 blanques torre · e1 blanques torre · g1 blanques rei | b8 negres torre · e8 negres rei · g8 negres torre · a7 negres peó · b7 negres alfil · c7 negres peó · d7 negres peó · e7 negres cavall · f7 negres peó · h7 negres peó · b6 negres alfil · c6 negres cavall · f6 blanques peó · a4 blanques dama · a3 blanques alfil · c3 blanques peó · d3 blanques alfil · f3 negres dama · a2 blanques peó · f2 blanques peó · g2 blanques peó · h2 blanques peó · d1 blanques torre · e1 blanques torre · g1 blanques rei | b8 negres torre · e8 negres rei · g8 negres torre · a7 negres peó · b7 negres alfil · c7 negres peó · d7 negres peó · e7 negres cavall · f7 negres peó · h7 negres peó · b6 negres alfil · c6 negres cavall · f6 blanques peó · a4 blanques dama · a3 blanques alfil · c3 blanques peó · d3 blanques alfil · f3 negres dama · a2 blanques peó · f2 blanques peó · g2 blanques peó · h2 blanques peó · d1 blanques torre · e1 blanques torre · g1 blanques rei | b8 negres torre · e8 negres rei · g8 negres torre · a7 negres peó · b7 negres alfil · c7 negres peó · d7 negres peó · e7 negres cavall · f7 negres peó · h7 negres peó · b6 negres alfil · c6 negres cavall · f6 blanques peó · a4 blanques dama · a3 blanques alfil · c3 blanques peó · d3 blanques alfil · f3 negres dama · a2 blanques peó · f2 blanques peó · g2 blanques peó · h2 blanques peó · d1 blanques torre · e1 blanques torre · g1 blanques rei | 7 |
| 6 | b8 negres torre · e8 negres rei · g8 negres torre · a7 negres peó · b7 negres alfil · c7 negres peó · d7 negres peó · e7 negres cavall · f7 negres peó · h7 negres peó · b6 negres alfil · c6 negres cavall · f6 blanques peó · a4 blanques dama · a3 blanques alfil · c3 blanques peó · d3 blanques alfil · f3 negres dama · a2 blanques peó · f2 blanques peó · g2 blanques peó · h2 blanques peó · d1 blanques torre · e1 blanques torre · g1 blanques rei | b8 negres torre · e8 negres rei · g8 negres torre · a7 negres peó · b7 negres alfil · c7 negres peó · d7 negres peó · e7 negres cavall · f7 negres peó · h7 negres peó · b6 negres alfil · c6 negres cavall · f6 blanques peó · a4 blanques dama · a3 blanques alfil · c3 blanques peó · d3 blanques alfil · f3 negres dama · a2 blanques peó · f2 blanques peó · g2 blanques peó · h2 blanques peó · d1 blanques torre · e1 blanques torre · g1 blanques rei | b8 negres torre · e8 negres rei · g8 negres torre · a7 negres peó · b7 negres alfil · c7 negres peó · d7 negres peó · e7 negres cavall · f7 negres peó · h7 negres peó · b6 negres alfil · c6 negres cavall · f6 blanques peó · a4 blanques dama · a3 blanques alfil · c3 blanques peó · d3 blanques alfil · f3 negres dama · a2 blanques peó · f2 blanques peó · g2 blanques peó · h2 blanques peó · d1 blanques torre · e1 blanques torre · g1 blanques rei | b8 negres torre · e8 negres rei · g8 negres torre · a7 negres peó · b7 negres alfil · c7 negres peó · d7 negres peó · e7 negres cavall · f7 negres peó · h7 negres peó · b6 negres alfil · c6 negres cavall · f6 blanques peó · a4 blanques dama · a3 blanques alfil · c3 blanques peó · d3 blanques alfil · f3 negres dama · a2 blanques peó · f2 blanques peó · g2 blanques peó · h2 blanques peó · d1 blanques torre · e1 blanques torre · g1 blanques rei | b8 negres torre · e8 negres rei · g8 negres torre · a7 negres peó · b7 negres alfil · c7 negres peó · d7 negres peó · e7 negres cavall · f7 negres peó · h7 negres peó · b6 negres alfil · c6 negres cavall · f6 blanques peó · a4 blanques dama · a3 blanques alfil · c3 blanques peó · d3 blanques alfil · f3 negres dama · a2 blanques peó · f2 blanques peó · g2 blanques peó · h2 blanques peó · d1 blanques torre · e1 blanques torre · g1 blanques rei | b8 negres torre · e8 negres rei · g8 negres torre · a7 negres peó · b7 negres alfil · c7 negres peó · d7 negres peó · e7 negres cavall · f7 negres peó · h7 negres peó · b6 negres alfil · c6 negres cavall · f6 blanques peó · a4 blanques dama · a3 blanques alfil · c3 blanques peó · d3 blanques alfil · f3 negres dama · a2 blanques peó · f2 blanques peó · g2 blanques peó · h2 blanques peó · d1 blanques torre · e1 blanques torre · g1 blanques rei | b8 negres torre · e8 negres rei · g8 negres torre · a7 negres peó · b7 negres alfil · c7 negres peó · d7 negres peó · e7 negres cavall · f7 negres peó · h7 negres peó · b6 negres alfil · c6 negres cavall · f6 blanques peó · a4 blanques dama · a3 blanques alfil · c3 blanques peó · d3 blanques alfil · f3 negres dama · a2 blanques peó · f2 blanques peó · g2 blanques peó · h2 blanques peó · d1 blanques torre · e1 blanques torre · g1 blanques rei | b8 negres torre · e8 negres rei · g8 negres torre · a7 negres peó · b7 negres alfil · c7 negres peó · d7 negres peó · e7 negres cavall · f7 negres peó · h7 negres peó · b6 negres alfil · c6 negres cavall · f6 blanques peó · a4 blanques dama · a3 blanques alfil · c3 blanques peó · d3 blanques alfil · f3 negres dama · a2 blanques peó · f2 blanques peó · g2 blanques peó · h2 blanques peó · d1 blanques torre · e1 blanques torre · g1 blanques rei | 6 |
| 5 | b8 negres torre · e8 negres rei · g8 negres torre · a7 negres peó · b7 negres alfil · c7 negres peó · d7 negres peó · e7 negres cavall · f7 negres peó · h7 negres peó · b6 negres alfil · c6 negres cavall · f6 blanques peó · a4 blanques dama · a3 blanques alfil · c3 blanques peó · d3 blanques alfil · f3 negres dama · a2 blanques peó · f2 blanques peó · g2 blanques peó · h2 blanques peó · d1 blanques torre · e1 blanques torre · g1 blanques rei | b8 negres torre · e8 negres rei · g8 negres torre · a7 negres peó · b7 negres alfil · c7 negres peó · d7 negres peó · e7 negres cavall · f7 negres peó · h7 negres peó · b6 negres alfil · c6 negres cavall · f6 blanques peó · a4 blanques dama · a3 blanques alfil · c3 blanques peó · d3 blanques alfil · f3 negres dama · a2 blanques peó · f2 blanques peó · g2 blanques peó · h2 blanques peó · d1 blanques torre · e1 blanques torre · g1 blanques rei | b8 negres torre · e8 negres rei · g8 negres torre · a7 negres peó · b7 negres alfil · c7 negres peó · d7 negres peó · e7 negres cavall · f7 negres peó · h7 negres peó · b6 negres alfil · c6 negres cavall · f6 blanques peó · a4 blanques dama · a3 blanques alfil · c3 blanques peó · d3 blanques alfil · f3 negres dama · a2 blanques peó · f2 blanques peó · g2 blanques peó · h2 blanques peó · d1 blanques torre · e1 blanques torre · g1 blanques rei | b8 negres torre · e8 negres rei · g8 negres torre · a7 negres peó · b7 negres alfil · c7 negres peó · d7 negres peó · e7 negres cavall · f7 negres peó · h7 negres peó · b6 negres alfil · c6 negres cavall · f6 blanques peó · a4 blanques dama · a3 blanques alfil · c3 blanques peó · d3 blanques alfil · f3 negres dama · a2 blanques peó · f2 blanques peó · g2 blanques peó · h2 blanques peó · d1 blanques torre · e1 blanques torre · g1 blanques rei | b8 negres torre · e8 negres rei · g8 negres torre · a7 negres peó · b7 negres alfil · c7 negres peó · d7 negres peó · e7 negres cavall · f7 negres peó · h7 negres peó · b6 negres alfil · c6 negres cavall · f6 blanques peó · a4 blanques dama · a3 blanques alfil · c3 blanques peó · d3 blanques alfil · f3 negres dama · a2 blanques peó · f2 blanques peó · g2 blanques peó · h2 blanques peó · d1 blanques torre · e1 blanques torre · g1 blanques rei | b8 negres torre · e8 negres rei · g8 negres torre · a7 negres peó · b7 negres alfil · c7 negres peó · d7 negres peó · e7 negres cavall · f7 negres peó · h7 negres peó · b6 negres alfil · c6 negres cavall · f6 blanques peó · a4 blanques dama · a3 blanques alfil · c3 blanques peó · d3 blanques alfil · f3 negres dama · a2 blanques peó · f2 blanques peó · g2 blanques peó · h2 blanques peó · d1 blanques torre · e1 blanques torre · g1 blanques rei | b8 negres torre · e8 negres rei · g8 negres torre · a7 negres peó · b7 negres alfil · c7 negres peó · d7 negres peó · e7 negres cavall · f7 negres peó · h7 negres peó · b6 negres alfil · c6 negres cavall · f6 blanques peó · a4 blanques dama · a3 blanques alfil · c3 blanques peó · d3 blanques alfil · f3 negres dama · a2 blanques peó · f2 blanques peó · g2 blanques peó · h2 blanques peó · d1 blanques torre · e1 blanques torre · g1 blanques rei | b8 negres torre · e8 negres rei · g8 negres torre · a7 negres peó · b7 negres alfil · c7 negres peó · d7 negres peó · e7 negres cavall · f7 negres peó · h7 negres peó · b6 negres alfil · c6 negres cavall · f6 blanques peó · a4 blanques dama · a3 blanques alfil · c3 blanques peó · d3 blanques alfil · f3 negres dama · a2 blanques peó · f2 blanques peó · g2 blanques peó · h2 blanques peó · d1 blanques torre · e1 blanques torre · g1 blanques rei | 5 |
| 4 | b8 negres torre · e8 negres rei · g8 negres torre · a7 negres peó · b7 negres alfil · c7 negres peó · d7 negres peó · e7 negres cavall · f7 negres peó · h7 negres peó · b6 negres alfil · c6 negres cavall · f6 blanques peó · a4 blanques dama · a3 blanques alfil · c3 blanques peó · d3 blanques alfil · f3 negres dama · a2 blanques peó · f2 blanques peó · g2 blanques peó · h2 blanques peó · d1 blanques torre · e1 blanques torre · g1 blanques rei | b8 negres torre · e8 negres rei · g8 negres torre · a7 negres peó · b7 negres alfil · c7 negres peó · d7 negres peó · e7 negres cavall · f7 negres peó · h7 negres peó · b6 negres alfil · c6 negres cavall · f6 blanques peó · a4 blanques dama · a3 blanques alfil · c3 blanques peó · d3 blanques alfil · f3 negres dama · a2 blanques peó · f2 blanques peó · g2 blanques peó · h2 blanques peó · d1 blanques torre · e1 blanques torre · g1 blanques rei | b8 negres torre · e8 negres rei · g8 negres torre · a7 negres peó · b7 negres alfil · c7 negres peó · d7 negres peó · e7 negres cavall · f7 negres peó · h7 negres peó · b6 negres alfil · c6 negres cavall · f6 blanques peó · a4 blanques dama · a3 blanques alfil · c3 blanques peó · d3 blanques alfil · f3 negres dama · a2 blanques peó · f2 blanques peó · g2 blanques peó · h2 blanques peó · d1 blanques torre · e1 blanques torre · g1 blanques rei | b8 negres torre · e8 negres rei · g8 negres torre · a7 negres peó · b7 negres alfil · c7 negres peó · d7 negres peó · e7 negres cavall · f7 negres peó · h7 negres peó · b6 negres alfil · c6 negres cavall · f6 blanques peó · a4 blanques dama · a3 blanques alfil · c3 blanques peó · d3 blanques alfil · f3 negres dama · a2 blanques peó · f2 blanques peó · g2 blanques peó · h2 blanques peó · d1 blanques torre · e1 blanques torre · g1 blanques rei | b8 negres torre · e8 negres rei · g8 negres torre · a7 negres peó · b7 negres alfil · c7 negres peó · d7 negres peó · e7 negres cavall · f7 negres peó · h7 negres peó · b6 negres alfil · c6 negres cavall · f6 blanques peó · a4 blanques dama · a3 blanques alfil · c3 blanques peó · d3 blanques alfil · f3 negres dama · a2 blanques peó · f2 blanques peó · g2 blanques peó · h2 blanques peó · d1 blanques torre · e1 blanques torre · g1 blanques rei | b8 negres torre · e8 negres rei · g8 negres torre · a7 negres peó · b7 negres alfil · c7 negres peó · d7 negres peó · e7 negres cavall · f7 negres peó · h7 negres peó · b6 negres alfil · c6 negres cavall · f6 blanques peó · a4 blanques dama · a3 blanques alfil · c3 blanques peó · d3 blanques alfil · f3 negres dama · a2 blanques peó · f2 blanques peó · g2 blanques peó · h2 blanques peó · d1 blanques torre · e1 blanques torre · g1 blanques rei | b8 negres torre · e8 negres rei · g8 negres torre · a7 negres peó · b7 negres alfil · c7 negres peó · d7 negres peó · e7 negres cavall · f7 negres peó · h7 negres peó · b6 negres alfil · c6 negres cavall · f6 blanques peó · a4 blanques dama · a3 blanques alfil · c3 blanques peó · d3 blanques alfil · f3 negres dama · a2 blanques peó · f2 blanques peó · g2 blanques peó · h2 blanques peó · d1 blanques torre · e1 blanques torre · g1 blanques rei | b8 negres torre · e8 negres rei · g8 negres torre · a7 negres peó · b7 negres alfil · c7 negres peó · d7 negres peó · e7 negres cavall · f7 negres peó · h7 negres peó · b6 negres alfil · c6 negres cavall · f6 blanques peó · a4 blanques dama · a3 blanques alfil · c3 blanques peó · d3 blanques alfil · f3 negres dama · a2 blanques peó · f2 blanques peó · g2 blanques peó · h2 blanques peó · d1 blanques torre · e1 blanques torre · g1 blanques rei | 4 |
| 3 | b8 negres torre · e8 negres rei · g8 negres torre · a7 negres peó · b7 negres alfil · c7 negres peó · d7 negres peó · e7 negres cavall · f7 negres peó · h7 negres peó · b6 negres alfil · c6 negres cavall · f6 blanques peó · a4 blanques dama · a3 blanques alfil · c3 blanques peó · d3 blanques alfil · f3 negres dama · a2 blanques peó · f2 blanques peó · g2 blanques peó · h2 blanques peó · d1 blanques torre · e1 blanques torre · g1 blanques rei | b8 negres torre · e8 negres rei · g8 negres torre · a7 negres peó · b7 negres alfil · c7 negres peó · d7 negres peó · e7 negres cavall · f7 negres peó · h7 negres peó · b6 negres alfil · c6 negres cavall · f6 blanques peó · a4 blanques dama · a3 blanques alfil · c3 blanques peó · d3 blanques alfil · f3 negres dama · a2 blanques peó · f2 blanques peó · g2 blanques peó · h2 blanques peó · d1 blanques torre · e1 blanques torre · g1 blanques rei | b8 negres torre · e8 negres rei · g8 negres torre · a7 negres peó · b7 negres alfil · c7 negres peó · d7 negres peó · e7 negres cavall · f7 negres peó · h7 negres peó · b6 negres alfil · c6 negres cavall · f6 blanques peó · a4 blanques dama · a3 blanques alfil · c3 blanques peó · d3 blanques alfil · f3 negres dama · a2 blanques peó · f2 blanques peó · g2 blanques peó · h2 blanques peó · d1 blanques torre · e1 blanques torre · g1 blanques rei | b8 negres torre · e8 negres rei · g8 negres torre · a7 negres peó · b7 negres alfil · c7 negres peó · d7 negres peó · e7 negres cavall · f7 negres peó · h7 negres peó · b6 negres alfil · c6 negres cavall · f6 blanques peó · a4 blanques dama · a3 blanques alfil · c3 blanques peó · d3 blanques alfil · f3 negres dama · a2 blanques peó · f2 blanques peó · g2 blanques peó · h2 blanques peó · d1 blanques torre · e1 blanques torre · g1 blanques rei | b8 negres torre · e8 negres rei · g8 negres torre · a7 negres peó · b7 negres alfil · c7 negres peó · d7 negres peó · e7 negres cavall · f7 negres peó · h7 negres peó · b6 negres alfil · c6 negres cavall · f6 blanques peó · a4 blanques dama · a3 blanques alfil · c3 blanques peó · d3 blanques alfil · f3 negres dama · a2 blanques peó · f2 blanques peó · g2 blanques peó · h2 blanques peó · d1 blanques torre · e1 blanques torre · g1 blanques rei | b8 negres torre · e8 negres rei · g8 negres torre · a7 negres peó · b7 negres alfil · c7 negres peó · d7 negres peó · e7 negres cavall · f7 negres peó · h7 negres peó · b6 negres alfil · c6 negres cavall · f6 blanques peó · a4 blanques dama · a3 blanques alfil · c3 blanques peó · d3 blanques alfil · f3 negres dama · a2 blanques peó · f2 blanques peó · g2 blanques peó · h2 blanques peó · d1 blanques torre · e1 blanques torre · g1 blanques rei | b8 negres torre · e8 negres rei · g8 negres torre · a7 negres peó · b7 negres alfil · c7 negres peó · d7 negres peó · e7 negres cavall · f7 negres peó · h7 negres peó · b6 negres alfil · c6 negres cavall · f6 blanques peó · a4 blanques dama · a3 blanques alfil · c3 blanques peó · d3 blanques alfil · f3 negres dama · a2 blanques peó · f2 blanques peó · g2 blanques peó · h2 blanques peó · d1 blanques torre · e1 blanques torre · g1 blanques rei | b8 negres torre · e8 negres rei · g8 negres torre · a7 negres peó · b7 negres alfil · c7 negres peó · d7 negres peó · e7 negres cavall · f7 negres peó · h7 negres peó · b6 negres alfil · c6 negres cavall · f6 blanques peó · a4 blanques dama · a3 blanques alfil · c3 blanques peó · d3 blanques alfil · f3 negres dama · a2 blanques peó · f2 blanques peó · g2 blanques peó · h2 blanques peó · d1 blanques torre · e1 blanques torre · g1 blanques rei | 3 |
| 2 | b8 negres torre · e8 negres rei · g8 negres torre · a7 negres peó · b7 negres alfil · c7 negres peó · d7 negres peó · e7 negres cavall · f7 negres peó · h7 negres peó · b6 negres alfil · c6 negres cavall · f6 blanques peó · a4 blanques dama · a3 blanques alfil · c3 blanques peó · d3 blanques alfil · f3 negres dama · a2 blanques peó · f2 blanques peó · g2 blanques peó · h2 blanques peó · d1 blanques torre · e1 blanques torre · g1 blanques rei | b8 negres torre · e8 negres rei · g8 negres torre · a7 negres peó · b7 negres alfil · c7 negres peó · d7 negres peó · e7 negres cavall · f7 negres peó · h7 negres peó · b6 negres alfil · c6 negres cavall · f6 blanques peó · a4 blanques dama · a3 blanques alfil · c3 blanques peó · d3 blanques alfil · f3 negres dama · a2 blanques peó · f2 blanques peó · g2 blanques peó · h2 blanques peó · d1 blanques torre · e1 blanques torre · g1 blanques rei | b8 negres torre · e8 negres rei · g8 negres torre · a7 negres peó · b7 negres alfil · c7 negres peó · d7 negres peó · e7 negres cavall · f7 negres peó · h7 negres peó · b6 negres alfil · c6 negres cavall · f6 blanques peó · a4 blanques dama · a3 blanques alfil · c3 blanques peó · d3 blanques alfil · f3 negres dama · a2 blanques peó · f2 blanques peó · g2 blanques peó · h2 blanques peó · d1 blanques torre · e1 blanques torre · g1 blanques rei | b8 negres torre · e8 negres rei · g8 negres torre · a7 negres peó · b7 negres alfil · c7 negres peó · d7 negres peó · e7 negres cavall · f7 negres peó · h7 negres peó · b6 negres alfil · c6 negres cavall · f6 blanques peó · a4 blanques dama · a3 blanques alfil · c3 blanques peó · d3 blanques alfil · f3 negres dama · a2 blanques peó · f2 blanques peó · g2 blanques peó · h2 blanques peó · d1 blanques torre · e1 blanques torre · g1 blanques rei | b8 negres torre · e8 negres rei · g8 negres torre · a7 negres peó · b7 negres alfil · c7 negres peó · d7 negres peó · e7 negres cavall · f7 negres peó · h7 negres peó · b6 negres alfil · c6 negres cavall · f6 blanques peó · a4 blanques dama · a3 blanques alfil · c3 blanques peó · d3 blanques alfil · f3 negres dama · a2 blanques peó · f2 blanques peó · g2 blanques peó · h2 blanques peó · d1 blanques torre · e1 blanques torre · g1 blanques rei | b8 negres torre · e8 negres rei · g8 negres torre · a7 negres peó · b7 negres alfil · c7 negres peó · d7 negres peó · e7 negres cavall · f7 negres peó · h7 negres peó · b6 negres alfil · c6 negres cavall · f6 blanques peó · a4 blanques dama · a3 blanques alfil · c3 blanques peó · d3 blanques alfil · f3 negres dama · a2 blanques peó · f2 blanques peó · g2 blanques peó · h2 blanques peó · d1 blanques torre · e1 blanques torre · g1 blanques rei | b8 negres torre · e8 negres rei · g8 negres torre · a7 negres peó · b7 negres alfil · c7 negres peó · d7 negres peó · e7 negres cavall · f7 negres peó · h7 negres peó · b6 negres alfil · c6 negres cavall · f6 blanques peó · a4 blanques dama · a3 blanques alfil · c3 blanques peó · d3 blanques alfil · f3 negres dama · a2 blanques peó · f2 blanques peó · g2 blanques peó · h2 blanques peó · d1 blanques torre · e1 blanques torre · g1 blanques rei | b8 negres torre · e8 negres rei · g8 negres torre · a7 negres peó · b7 negres alfil · c7 negres peó · d7 negres peó · e7 negres cavall · f7 negres peó · h7 negres peó · b6 negres alfil · c6 negres cavall · f6 blanques peó · a4 blanques dama · a3 blanques alfil · c3 blanques peó · d3 blanques alfil · f3 negres dama · a2 blanques peó · f2 blanques peó · g2 blanques peó · h2 blanques peó · d1 blanques torre · e1 blanques torre · g1 blanques rei | 2 |
| 1 | b8 negres torre · e8 negres rei · g8 negres torre · a7 negres peó · b7 negres alfil · c7 negres peó · d7 negres peó · e7 negres cavall · f7 negres peó · h7 negres peó · b6 negres alfil · c6 negres cavall · f6 blanques peó · a4 blanques dama · a3 blanques alfil · c3 blanques peó · d3 blanques alfil · f3 negres dama · a2 blanques peó · f2 blanques peó · g2 blanques peó · h2 blanques peó · d1 blanques torre · e1 blanques torre · g1 blanques rei | b8 negres torre · e8 negres rei · g8 negres torre · a7 negres peó · b7 negres alfil · c7 negres peó · d7 negres peó · e7 negres cavall · f7 negres peó · h7 negres peó · b6 negres alfil · c6 negres cavall · f6 blanques peó · a4 blanques dama · a3 blanques alfil · c3 blanques peó · d3 blanques alfil · f3 negres dama · a2 blanques peó · f2 blanques peó · g2 blanques peó · h2 blanques peó · d1 blanques torre · e1 blanques torre · g1 blanques rei | b8 negres torre · e8 negres rei · g8 negres torre · a7 negres peó · b7 negres alfil · c7 negres peó · d7 negres peó · e7 negres cavall · f7 negres peó · h7 negres peó · b6 negres alfil · c6 negres cavall · f6 blanques peó · a4 blanques dama · a3 blanques alfil · c3 blanques peó · d3 blanques alfil · f3 negres dama · a2 blanques peó · f2 blanques peó · g2 blanques peó · h2 blanques peó · d1 blanques torre · e1 blanques torre · g1 blanques rei | b8 negres torre · e8 negres rei · g8 negres torre · a7 negres peó · b7 negres alfil · c7 negres peó · d7 negres peó · e7 negres cavall · f7 negres peó · h7 negres peó · b6 negres alfil · c6 negres cavall · f6 blanques peó · a4 blanques dama · a3 blanques alfil · c3 blanques peó · d3 blanques alfil · f3 negres dama · a2 blanques peó · f2 blanques peó · g2 blanques peó · h2 blanques peó · d1 blanques torre · e1 blanques torre · g1 blanques rei | b8 negres torre · e8 negres rei · g8 negres torre · a7 negres peó · b7 negres alfil · c7 negres peó · d7 negres peó · e7 negres cavall · f7 negres peó · h7 negres peó · b6 negres alfil · c6 negres cavall · f6 blanques peó · a4 blanques dama · a3 blanques alfil · c3 blanques peó · d3 blanques alfil · f3 negres dama · a2 blanques peó · f2 blanques peó · g2 blanques peó · h2 blanques peó · d1 blanques torre · e1 blanques torre · g1 blanques rei | b8 negres torre · e8 negres rei · g8 negres torre · a7 negres peó · b7 negres alfil · c7 negres peó · d7 negres peó · e7 negres cavall · f7 negres peó · h7 negres peó · b6 negres alfil · c6 negres cavall · f6 blanques peó · a4 blanques dama · a3 blanques alfil · c3 blanques peó · d3 blanques alfil · f3 negres dama · a2 blanques peó · f2 blanques peó · g2 blanques peó · h2 blanques peó · d1 blanques torre · e1 blanques torre · g1 blanques rei | b8 negres torre · e8 negres rei · g8 negres torre · a7 negres peó · b7 negres alfil · c7 negres peó · d7 negres peó · e7 negres cavall · f7 negres peó · h7 negres peó · b6 negres alfil · c6 negres cavall · f6 blanques peó · a4 blanques dama · a3 blanques alfil · c3 blanques peó · d3 blanques alfil · f3 negres dama · a2 blanques peó · f2 blanques peó · g2 blanques peó · h2 blanques peó · d1 blanques torre · e1 blanques torre · g1 blanques rei | b8 negres torre · e8 negres rei · g8 negres torre · a7 negres peó · b7 negres alfil · c7 negres peó · d7 negres peó · e7 negres cavall · f7 negres peó · h7 negres peó · b6 negres alfil · c6 negres cavall · f6 blanques peó · a4 blanques dama · a3 blanques alfil · c3 blanques peó · d3 blanques alfil · f3 negres dama · a2 blanques peó · f2 blanques peó · g2 blanques peó · h2 blanques peó · d1 blanques torre · e1 blanques torre · g1 blanques rei | 1 |
|   | a | b | c | d | e | f | g | h |   |

Aron Nimzowitsch va escriure que, "Fins i tot el rei més mandrós fuig espantat davant l'amenaça d'un doble xec." A causa del fet que l'única resposta possible a un escac doble és un moviment de rei, el xec doble és sovint un tema tàctic important. Un exemple conegut és la miniatura Réti-Tartakower, Viena 1910, en la qual es va jugar 1.e4 c6 2.d4 d5 3.Cc3 dxe4 4.Cxe4 Cf6 5.Dd3 e5?! 6.dxe5 Da5+ 7.Ad2 Dxe5 8.0-0-0! Cxe4?? 9.Dd8+!! (sacrificant la dama per forçar un escac doble) Rxd8 10.Ag5++ i les blanques fan escac i mat després de 10...Re8 11.Td8# o bé 10...Rc7 11.Ad8#. També hi ha un escac doble en la molt famosa Partida Sempreviva, Anderssen-Dufresne, 1852. A partir del diagrama de la dreta, Anderssen guanyà amb 20.Txe7+! Cxe7 21.Dxd7+!! (sacrifici de dama per forçar un escac doble mortal) Rxd7 22.Af5++ Re8 (o bé 22...Rc6 23.Ad7#) 23.Ad7+ Rf8 24.Axe7#.